# 인지적 구두쇠
인지적 구두쇠(Cognitive miser)는 심리학에서 사람은 지능과 상관없이 생각하거나 문제를 해결할 때 더 복잡하고 노력이 요구되는 방법보다 더 간단하고 노력이 덜 드는 방법으로 가는 경향을 의미한다. 마치 구두쇠가 돈 쓰기에 인색하듯이 사람은 인지적 노력을 하기를 꺼린다는 것이다. 이 용어는 프린스턴대학교 수잔 피스케와 UCLA 셸리 테일러에 의해 1984년에 처음 사용되었다.  

## 같이 보기
- 제한된 합리성